# Harry Sweeny
Harrison Sweeny (* 9. července 1998) je australský profesionální silniční cyklista jezdící za UCI WorldTeam EF Education–EasyPost.

## Hlavní výsledky
2015
Mistrovství Oceánie
9. místo silniční závod juniorů
2016
Mistrovství Oceánie
 vítěz časovky juniorů
5. místo silniční závod juniorů
Národní šampionát
 vítěz časovky juniorů
Driedaagse van Axel
3. místo celkově
Tour des Portes du Pays d'Othe
4. místo celkově
Mistrovství světa
10. místo silniční závod juniorů
2017
Toscana-Terra di Ciclismo
vítěz etapy 1a (TTT)
2018
Tour de Langkawi
10. místo celkově
2019
Rhône-Alpes Isère Tour
vítěz 4. etapy
2020
vítěz Piccolo Giro di Lombardia
2023
Vuelta a Castilla y León
4. místo celkově
10. místo Trofeo Serra de Tramuntana

### Výsledky na Grand Tours
| Grand Tour      | 2021 | 2022 |
| --------------- | ---- | ---- |
| Giro d'Italia   | —    | —    |
| Tour de France  | 85   | —    |
| Vuelta a España | —    | DNF  |

| —   | Nezúčastnil se |
| DNF | Nedokončil     |